# Seriana jaina
Seriana jaina är en insektsart som först beskrevs av William Lucas Distant 1908.  Seriana jaina ingår i släktet Seriana och familjen dvärgstritar. Inga underarter finns listade i Catalogue of Life.